# موتاجن ایکس
موتاجن ایکس (به انگلیسی: Mutagen X) با فرمول شیمیایی C5H3Cl3O3 یک ترکیب شیمیایی است. که جرم مولی آن ۲۱۷٫۴۳ گرم بر مول می‌باشد.